# Italienischer Hybridfrosch
Der Italienische Hybridfrosch (Pelophylax „hispanicus“ oder Rana „hispanica“) gehört innerhalb der Ordnung der Froschlurche zur Familie der Echten Frösche (Ranidae). Außerdem wird er nach Aussehen, Lebensweise und Verwandtschaftsbeziehungen zu den Wasserfröschen gerechnet, die inzwischen von vielen Autoren in eine eigene Gattung Pelophylax gestellt werden. Innerhalb dieses schwer zu überschauenden taxonomischen Komplexes handelt es sich nicht um eine biologische Art, sondern um eine hybridogenetische Hybride aus dem Seefrosch (Pelophylax ridibundus) und dem Italienischen Wasserfrosch (Pelophylax bergeri). Die Form kommt in beinahe ganz Italien einschließlich Sizilien vor. Das wissenschaftliche Artepitheton hispanicus („spanisch“) ist insofern irreführend. Es wird oft in Anführungszeichen gesetzt, um den Sachverhalt auszudrücken, dass dies keine echte Art ist. Alternativ ist auch die Schreibweise Pelophylax kl. hispanicus möglich, wobei kl. für „Klepton“ steht (vergleiche hierzu: Teichfrosch).

## Merkmale
Es handelt sich um einen mittelgroßen Wasserfrosch, seine Körperproportionen liegen zwischen dem seiner Elternarten Pelophylax bergeri und Seefrosch. Der innere Fersenhöcker ist kürzer und flacher als der des Italienischen Wasserfrosches. Die Oberseite ist grünlich bis bräunlich gefärbt und weist schwarze Flecken auf. Es kann eine helle Dorsallinie zu erkennen sein. Auf den Innenseiten der Oberschenkel sind kleine weiße, manchmal auch hellgelbliche bis hellgraue Flecken vorhanden. Die Intensität der Farbflecken ist dabei oft geringer als bei P. bergeri.
Die Männchen besitzen paarige dunkelgraue Schallblasen (beim Italienischen Wasserfrosch sind diese weißlich). Während der Fortpflanzungszeit ist ihre Daumenschwiele dunkel gefärbt. Der Grad der Pigmentierung der Brunstschwielen variiert aber. Vermutlich sind die Vordergliedmaßen bei den Männchen kräftiger ausgeprägt als bei den Weibchen.
Eine eindeutige feldbiologische Unterscheidung des Taxons vom Italienischen Wasserfrosch ist oft nicht möglich. Molekularbiologisch ist die Bestimmung am sichersten.

## Verbreitung und Lebensraum
Der Italienische Hybridfrosch kommt in fast ganz Italien (Festland südlich der Po-Ebene) sowie auf Sizilien vor – sein Areal ist deckungsgleich mit seiner einen Elternart P. bergeri (abgesehen von Korsika, wo jene ausgesetzt wurde). Südlich einer gedachten Linie von Genua nach Rimini ist er neben dem Italienischen Wasserfrosch das einzige Wasserfroschtaxon in Italien.
Pelophylax „hispanicus“ besiedeln die gleichen Lebensräume wie P. bergeri und kommen mit diesen meist syntop vor. Aufgrund ihres hohen Grades der Heterozygotie wird ihnen eine noch größere Anpassungsfähigkeit und ökologische Plastizität nachgesagt.

## Systematik
Der Italienische Hybridfrosch besitzt sowohl Erbanlagen des Italienischen Wasserfrosches (diese ähneln denen des Kleinen Wasserfrosches, Pelophylax lessonae) als auch des Seefrosches. Es scheinen durchweg diploide Tiere vorhanden zu sein, die ausschließlich das ridibundus-Genom vererben, wenn sie sich mit dem Italienischen Wasserfrosch fortpflanzen. Sie sind daher auch auf die Rückkreuzung mit Pelophylax bergeri angewiesen. Das Vererbungsmuster ist insofern hier einfacher als beim Teichfrosch (Pelophylax „esculentus“), wo auch triploide Individuen auftreten, die eine Reproduktion ohne Anwesenheit beider Elternarten ermöglichen.
Da der Seefrosch in Italien fehlt, stellt sich die Frage, wie es überhaupt zu einer Hybridisierung kommen konnte. Dafür gibt es zwei Thesen. Entweder kam Pelophylax bergeri vor der letzten Eiszeit weiter nördlich vor, so dass die Kreuzung zwischen ihm und dem Seefrosch außerhalb des heutigen Italiens stattgefunden hätte. Die Hybride Pelophylax „hispanicus“ wäre dann nach Italien eingewandert. Eine andere Erklärung besagt, dass das Seefrosch-Genom des Italienischen Hybridfrosches nicht direkt von Seefröschen, sondern von einer anderen hybridogenetischen Hybride der Wasserfrösche, dem Teichfrosch (P. „esculentus“) stammen könnte. Dieser hätte also als stellvertretender Transmitter des ridibundus-Genoms fungiert, ohne dass sich P. bergeri und P. ridibundus je direkt begegnet wären.